# Heterophleps quadripuncta
Heterophleps quadripuncta är en fjärilsart som beskrevs av W. Warren 1898. Heterophleps quadripuncta ingår i släktet Heterophleps och familjen mätare. Inga underarter finns listade i Catalogue of Life.